# Lawrence Dallaglio
Lorenzo Bruno Nero Dallaglio (Hammersmith y Fulham, 10 de agosto de 1972) es un exjugador británico de rugby que se desempeñaba como ala u octavo. Actualmente en un panelista deportivo experto en rugby de BT Sport.

## Carrera
Lawrence debutó en la primera de su club; London Wasps, en 1990 con 18 años recién cumplidos. Con la llegada del profesionalismo en 1995 fue contratado por los Wasps; jamás cambió de equipo y ganó todo título que pueda ganar un club.
Dallaglio fue un jugador estrella y es considerado uno de los mejores octavos de la historia, además también fue convocado a los British and Irish Lions para las giras a Sudáfrica 1997, Australia 2001 y Nueva Zelanda 2005.

## Selección nacional
Fue convocado al XV de la Rosa por primera vez en noviembre de 1995 y se retiró de ella en la final del mundial de 2007. Previamente Lawrence había formado parte de la selección de rugby 7 de Inglaterra con la que ganó el mundial de Edimburgo 1993.

### Participaciones en Copas del Mundo
Disputó tres mundiales formando parte del seleccionado inglés que se consagró campeón del Mundo en Australia 2003.
| Mundial                       | Sede      | Resultado        | PJ | Tries |
| ----------------------------- | --------- | ---------------- | -- | ----- |
| Copa Mundial de Rugby de 1999 | Gales     | Cuartos de final | 5  | 0     |
| Copa Mundial de Rugby de 2003 | Australia | Campeón          | 7  | 1     |
| Copa Mundial de Rugby de 2007 | Francia   | Subcampeón       | 5  | 0     |

## Palmarés
- Campeón de la Copa de Campeones de 2003/04 y 2006/07.
- Campeón de la Copa Desafío de 2002/03.
- Campeón de la Aviva Premiership de 1996-97, 2002-03, 2003-04, 2004-05 y 2007-08.
- Campeón de la Anglo-Welsh Cup de 1998-99, 1999-00 y 2005-06.